# Шаккенталь
Шаккенталь (нем. Schackenthal) — община в Германии, районный центр, расположен в земле Саксония-Анхальт.
Входит в состав района Зальцланд. Подчиняется управлению Ашерслебен/Ланд. Население составляет 335 человек (на 31 декабря 2006 года). Занимает площадь 6,97 км².